# مم‌بیس
مم‌بیس (به انگلیسی: Membase) سامانه مدیریت پایگاه‌داده کلید-مقدار توزیع‌شده منبع‌باز است، که برای نگهداری داده‌های برنامه‌های وب بهینه‌سازی شده است.
این سامانه در ۲۳ ژانویه ۲۰۱۲ با کاوچ‌بیس جایگزین شد.

## سازگاری با مم‌کشد
مم‌بیس از پروتکل متنی مم‌کشد پشتیبانی می‌کند. با این حال با پروتکل متنی نمی‌توان به صورت مستقیم با استفاده از پروتکل متنی با مم‌بیس ارتباط برقرار کرد، و ارتباط باید از طریق موکسی (به انگلیس: moxi) انجام گیرد.
مم‌بیس همچنین از پروتکل دودویی مم‌کشد پشتیبانی می‌کند، با این استثناء که از پرس‌وجوهای بازه پشتیبانی نمی‌کند.

## معماری مم‌بیس
از دید کلاینت‌ها، مم‌بیس با پروتکل مم‌کشد ارتباط برقرار می‌کند. با این ویژگی که مم‌بیس ویژگی‌های پایایی داده (persistence) و انعکاس (replication) را نیز ارائه می‌کند.
چندین گره مم‌بیس با یکدیگر یک کلاستر را تشکیل می‌دهند. در داخل هر کلاستر، داده‌ها به طور اتوماتیک بین گره‌های کلاستر انعکاس می‌یابد. گره‌های کلاستر را می‌توان بدون مختل کردن دسترسی به داده داخل کلاستر حذف یا اضافه کرد. انعکاس کلاستر به صورت پیش‌فرض ناهمگام (asynchronous) است. مزیت ناهمگامی این است که مم‌بیس در این صورت می‌تواند به سرعتی مشابه سرعت مم‌کشد دست یابد، با این ریسک که پایایی داده به مدت کوتاهی در خطر است.

## کاربران سرشناس مم‌بیس
- ای.اوال[۴]
- زینگا[۵] برای بازی فارم‌ویل از مم‌بیس استفاده می‌کند.